# مولر (اورگن)
مولر (به انگلیسی: Mohler) یک منطقهٔ مسکونی در ایالات متحده آمریکا است که در شهرستان تیلاموک، اورگن واقع شده‌است. مولر ۴٫۸۸ متر بالاتر از سطح دریا واقع شده‌است.